# Вирове
Вѝрове е село в Северозападна България. То се намира в община Монтана, област Монтана.

## История
Селото е заселено след 1882 г.
Към 30-те години на XX век жителите на Вирове до голяма степен запазват своя нетипичен за района белоградчишки говор.

## Културни и природни забележителности
- защитена местност „Китката“
- Хайдушка чешма

## Редовни събития
Съборът на село Вирове се провежда в първата неделя от месец юни.